# Mykotrophie
Mykotrophie (von griechisch mykes „Pilz“ und trophein „ernähren“) bezeichnet die Ernährungsweise von Pflanzen mit Hilfe von Pilzen (Mykorrhiza). Dabei können zwei Formen unterschieden werden:
1. Bei den myko-autotrophen Pflanzen übernehmen die Hyphen des Pilzpartners (Mykobiont) die Funktion der Feinwurzeln und versorgen den Pflanzenpartner (Phytobiont) mit Wasser und mineralischen Nährstoffen. Im Gegenzug erhalten die Pilze Kohlenhydrate von der autotrophen Pflanze. Diese Form der mutualistischen Symbiose wird auch als Mykorrhiza bezeichnet. Die meisten Baumarten und insgesamt rund 90 % aller Landpflanzen können eine solche Symbiose mit Pilzen eingehen, wenn dies aufgrund der Umgebungsbedingungen vorteilhaft ist.
2. Myko-heterotrophe Pflanzen hingegen sind Pflanzen, die von ihren Pilzpartnern ernährt werden, ohne diesen eine Gegenleistung zu erbringen. Bei einigen wenigen Pflanzen (Monotropoideae) liegt auch die Sonderform des Epiparasitismus vor, die Pflanzen parasitieren also nicht am Pilz selbst, sondern erhalten von ihm Nährstoffe, die der Pilz von einer weiteren Pflanze, mit der er in echter Symbiose lebt, bezieht. Hier werden zwei Unterformen unterschieden:

1. Partiell myko-heterotrophe Pflanzen (Hemi-Myko-Heterotrophie) kombinieren zu ihrer Ernährung Photosynthese und Parasitismus am Pilz. Siehe Korallenwurz.
2. Voll myko-heterotrophe Pflanzen hingegen (Holo-Myko-Heterotrophie) betreiben überhaupt keine Photosynthese mehr und beziehen ihre Nährstoffe vollständig vom Pilz. Siehe Vogel-Nestwurz, Fichtenspargel und Corsia.

Viele Pflanzen sind fakultativ mykotroph, sie sind nicht auf Mykorrhiza angewiesen, profitieren aber von einer Mykorrhizierung, wenn Nährstoffe begrenzt sind oder eine Stresssituation vorliegt (Pflanzenstress). Nur wenige Pflanzen sind obligat mykotroph, können also unter natürlichen Bedingungen nicht ohne Pilzpartner leben.